# Episodi di Zoids (prima stagione)
Questa è una lista degli episodi della prima stagione della serie anime Zoids, andata in onda in Giappone dal 4 settembre 1999 al 29 aprile 2000. In Italia venne trasmessa dal 12 settembre 2004 al 15 maggio 2005 su Italia 1.

## Lista episodi
| Nº | Titolo italiano Giapponese 「Kanji」 - Rōmaji - Traduzione letterale                                                 | In onda           | In onda           |
| Nº | Titolo italiano Giapponese 「Kanji」 - Rōmaji - Traduzione letterale                                                 | Giapponese        | Italiano          |
| 1  | Il ragazzo dal pianeta Zi 「惑星Ziの少年」 - Wakusei Zi no shounen – "Il ragazzo del pianeta Zi"                     | 4 settembre 1999  | 12 settembre 2004 |
| 2  | I misteri di Fiona 「謎の美少女フィーネ」 - Nazo no bishoujo Fiine                                                   | 11 settembre 1999 | 19 settembre 2004 |
| 3  | Memoria! 「記憶」 - Kioku                                                                                            | 18 settembre 1999 | 26 settembre 2004 |
| 4  | I difensori 「ふたりの用心棒」 - Futarino youjinbou                                                                  | 25 settembre 1999 | 3 ottobre 2004    |
| 5  | La trappola 「スリーパー・トラップ」 - Suriipaa . torappu – "Sleeper Trap (dall'inglese: Trappola per il dormiente)" | 2 ottobre 1999    | 10 ottobre 2004   |
| 6  | Salta, Zeke! 「とべ! ジーク」 - Tobe! jiiku                                                                          | 9 ottobre 1999    | 17 ottobre 2004   |
| 7  | Battaglia di Red River 「レッドリバーの戦い」 - Reddoribaa no tatakai – "Battaglia di Red River"                     | 16 ottobre 1999   | 24 ottobre 2004   |
| 8  | Il cammino verso la repubblica 「共和国への道」 - Kyouwakoku heno michi                                              | 23 ottobre 1999   | 31 ottobre 2004   |
| 9  | Zeke è malato 「魔物のすむ谷」 - Mamono nosumu tani                                                                  | 30 ottobre 1999   | 7 novembre 2004   |
| 10 | La montagna dei sogni 「夢の降る山」 - Yume no furu yama                                                             | 6 novembre 1999   | 14 novembre 2004  |
| 11 | La nebbia di Iselina 「イセリナの霧の中で」 - Iserina no kiri no naka de – "Nella nebbia di Iserina"                 | 13 novembre 1999  | 21 novembre 2004  |
| 12 | L'organoide nero 「黒のオーガノイド」 - Kuro no ouganoido                                                            | 20 novembre 1999  | 28 novembre 2004  |
| 13 | La battaglia di Cronos 「激戦! クロノス砦」 - Gekisen! Kuronosu toride                                               | 27 novembre 1999  | 5 dicembre 2004   |
| 14 | Riprenditi Zeke! 「めざめろジーク!」 - Mezamero jiiku !                                                              | 4 dicembre 1999   | 12 dicembre 2004  |
| 15 | Spiegamento di ZG 「ZG発動!」 - ZG hatsudou !                                                                        | 11 dicembre 1999  | 19 dicembre 2004  |
| 16 | New Helic City 「ニューヘリックシティ」 - Nyuuherikkushitei                                                          | 18 dicembre 1999  | 26 dicembre 2004  |
| 17 | La lunga notte della repubblica 「共和国の一番長い夜」 - Kyouwakoku no ichiban nagai yoru                            | 25 dicembre 1999  | 2 gennaio 2005    |
| 18 | Battaglia nella capitale 「首都攻防」 - Shuto koubou                                                                 | 8 gennaio 2000    | 9 gennaio 2005    |
| 19 | La cospirazione di Frozen 「プロイツェンの陰謀」 - Puroitsuen no inbou                                               | 15 gennaio 2000   | 16 gennaio 2005   |
| 20 | Il mostro della resurrezione 「蘇る魔獣」 - Yomigaeru majuu                                                          | 22 gennaio 2000   | 23 gennaio 2005   |
| 21 | Il cannone a particelle 「荷電粒子砲」 - Kadenryuushi hou                                                            | 29 gennaio 2000   | 30 gennaio 2005   |
| 22 | Un amico se ne va 「相棒の死!?」 - Aibou no shi !?                                                                   | 5 febbraio 2000   | 6 febbraio 2005   |
| 23 | L'anello dell'imperatore 「皇帝の指輪」 - Koutei no yubiwa – "L'anello dell'imperatore"                              | 12 febbraio 2000  | 13 febbraio 2005  |
| 24 | Una voce da lontano 「遠い呼び声」 - Tooi yobigoe – "Chiamata a distanza"                                            | 19 febbraio 2000  | 20 febbraio 2005  |
| 25 | Il nuovo Liger 「新ライガー （ニューライガー）」 - Shin raigaa (nyuuraigaa)                                          | 26 febbraio 2000  | 27 febbraio 2005  |
| 26 | Ricordi di Zi 「Ziの記憶」 - Zi no kioku – "Memorie di Zi"                                                           | 4 marzo 2000      | 6 marzo 2005      |
| 27 | L'amico traditore 「助けた男」 - Tasuke ta otoko                                                                     | 11 marzo 2000     | 13 marzo 2005     |
| 28 | Una corsa contro il tempo 「走れウルフ」 - Hashire urufu – "Lo strano lupo"                                          | 18 marzo 2000     | 20 marzo 2005     |
| 29 | Due eroi venuti dal cielo 「大空の勇者」 - Oozora no yuusha                                                          | 25 marzo 2000     | 3 aprile 2005     |
| 30 | Il valzer di Moonbay 「君（ムンベイ）のワルツ」 - Kun (munbei) no warutsu                                            | 1º aprile 2000    | 10 aprile 2005    |
| 31 | Le tre guardie 「三人の騎士」 - Sannin no kishi                                                                      | 8 aprile 2000     | 17 aprile 2005    |
| 32 | La macchina del destino 「破滅の魔獣」 - Hametsu no majuu                                                            | 15 aprile 2000    | 24 aprile 2005    |
| 33 | La lotta per la sopravvivenza 「宿命の対決」 - Shukumei no taiketsu                                                  | 22 aprile 2000    | 8 maggio 2005     |
| 34 | Capitale in fiamme 「帝都炎上」 - Teito enjou                                                                        | 29 aprile 2000    | 15 maggio 2005    |